# Artur Kopacz
Artur Józef Kopacz (ur. 28 października 1884 w Hruszowie, zm. 6 października 1962 w Krakowie) – polski nauczyciel i działacz społeczny, współzałożyciel Klubu Demokratycznego we Lwowie (1938–1939), polityk Stronnictwa Demokratycznego, radny Lwowa i Łodzi.

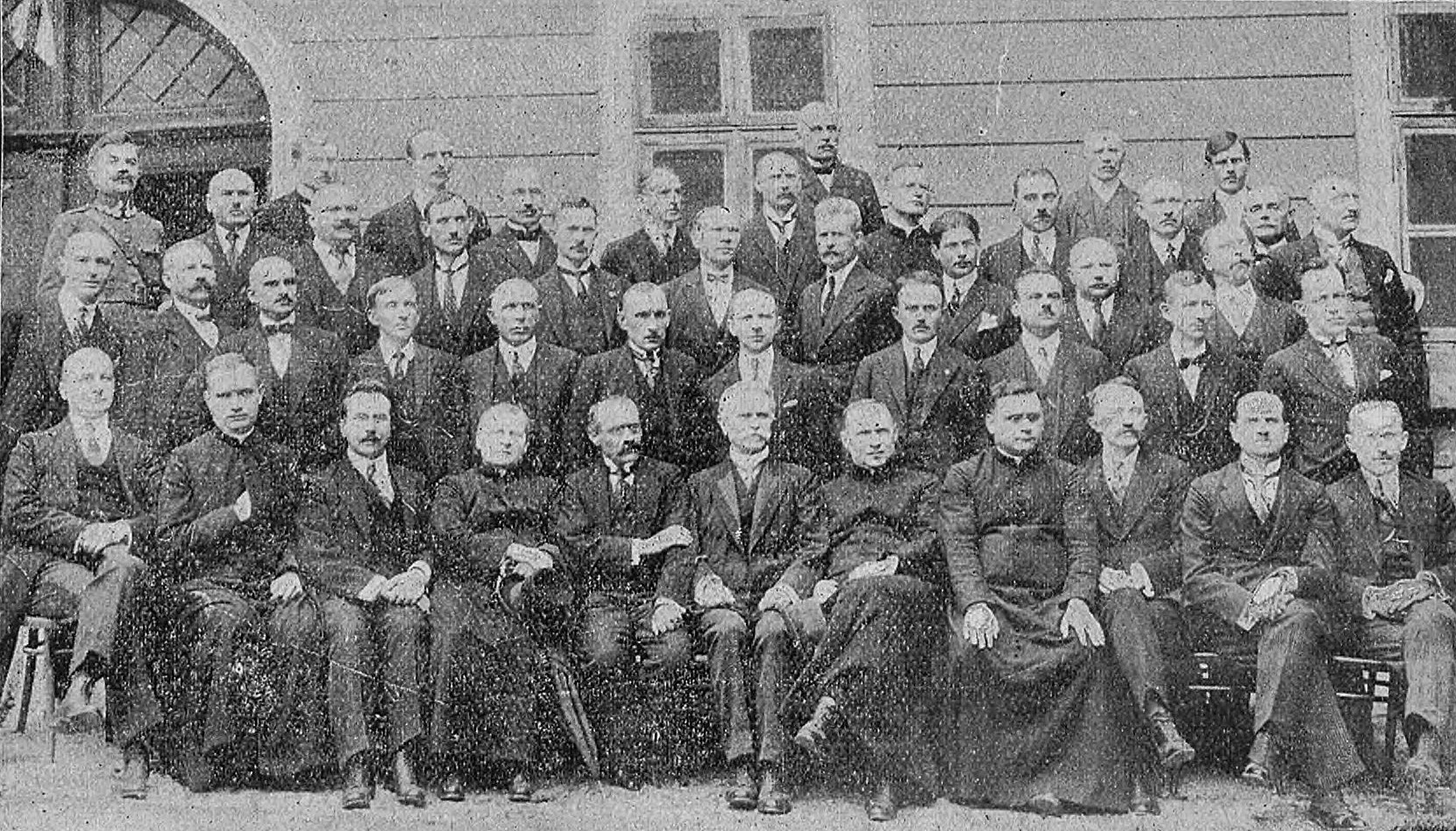
Zjazd absolwentów rzeszowskiego gimnazjum z 1904 w 1924

## Życiorys
Urodził się w rodzinie Józefa i Marii z Kaczorowskich. Ojciec był zarządcą dóbr leśnych w Dynowie. W 1904 zdał egzamin dojrzałości w C. K. I Gimnazjum w Rzeszowie (wówczas abiturientami byli Stanisław Kot, Jan Kwolek, Tadeusz Wolfenburg). Odbył studia z dziedziny polonistyki i filologii klasycznej na Uniwersytecie Lwowskim (1904–1907) i Jagiellońskim (1907–1909). Doktorat z dziedziny filologii polskiej uzyskał na UL. Podjął pracę jako zastępcą nauczyciela w II Gimnazjum w Nowym Sączu (1909–1911), następnie zaś pracował w C. K Gimnazjum w Trembowli, męskim seminarium nauczycielskim w Stanisławowie oraz w gimnazjum realnym w Łańcucie (1913–1914). W 1911 uzyskał dyplom nauczyciela szkoły średniej w zakresie polonistyki i filologii klasycznej. Po I wojnie światowej pracował jako wizytator w Wydziale I Sekcji Oświaty Publicznej Zarządu Cywilnego Ziem Wschodnich w Wilnie (1919–1920). Przeniesiony na teren Wielkopolski był dyrektorem seminarium nauczycielskiego w Wągrowcu (1920–1921) i Słupcy (1926–1928). W 1928 został dyrektorem Państwowych Kursów Nauczycielskich we Lwowie. Pracował także jako wizytator szkół w kuratorium okręgowym we Lwowie. Został dyrektorem wydziału ogólnego kuratorium (1931). W latach 30. sprawował stanowisko dyrektora VII Państwowego Gimnazjum im. Tadeusza Kościuszki we Lwowie.
W latach dwudziestych działał w Zjednoczeniu Pracy Wsi i Miast, był wiceprzewodniczącym jego struktur we Lwowie. W 1938 znalazł się wśród założycieli Klubu Demokratycznego we Lwowie. W marcu 1939 wszedł w skład zarządu tej instytucji. W tym samym roku z ramienia organizacji lwowskiej został członkiem Rady Naczelnej Stronnictwa Demokratycznego. W wyborach samorządowych z maja 1939 uzyskał mandat radnego Rady Miasta Lwowa, startując jako kandydat SD z listy PPS-SD. W czasie II wojny światowej walczył w Wydziale Krajowym Rewolucyjnego Związku Niepodległości i Wolności – wraz z innymi działaczami SD Stanisławem Olszewskim oraz Erazmem Kuleszą, następnie w strukturach Biura Informacji i Propagandy Armii Krajowej. W 1943 został członkiem Rady Pomocy Żydom "Żegota" we Lwowie, współpracując z działaczką Klubu Demokratycznego i SD Larysą Chomsową. Po zakończeniu wojny przez krótki okres przebywał w Łodzi. Otrzymał rekomendację SD do zasiadania w Miejskiej Radzie Narodowej. Z ramienia Stronnictwa był członkiem Prezydium Rady (1945). W tym samym roku przeniósł się do Rzeszowa, gdzie był kuratorem okręgu szkolnego (1945–1947), a także prezesem Towarzystwa Przyjaciół Nauki i Sztuki (1945–1948). Wykładał historię ustroju Polski w Studium Administracyjnym w Rzeszowie. Kontynuował działalność polityczną – wchodził w skład zarządu okręgu rzeszowskiego SD. W 1948 zamieszkał w Krakowie, został dyrektorem Liceum Bibliotekarsko-Księgarskiego (1948–1951). Podjął pracę w Wojewódzkiej Bibliotece Pedagogicznej. Był członkiem zarządu okręgowego Stowarzyszenia Bibliotekarzy Polskich w Krakowie. Przygotowywał do druku "Pamiętniki" Kajetana Koźmiana.
Żonaty z Zofią z Przybyłowiczów, miał trzy córki: Marię (Malinowską), aktorkę, Barbarę (Miller) i Annę.